# ジャパンカップサイクルロードレース2001
ジャパンカップサイクルロードレース2001は、ジャパンカップサイクルロードレースの10回目のレース。ジルベルト・シモーニが優勝。

## 結果
- 2001年10月28日(日) 151.3km

| 順位 | 選手名                 | 国籍           | チーム                             | 時間          |
| ---- | ---------------------- | -------------- | ---------------------------------- | ------------- |
| 1    | ジルベルト・シモーニ   | イタリア       | ランプレ・ダイキン                 | 4時間16分58秒 |
| 2    | カデル・エヴァンス     | オーストラリア | サエコ・マッキーネ・ペル・カッフェ | +51秒         |
| 3    | クリストフ・ブラント   | ベルギー       | ロット・アデッコ                   | 同            |
| 4    | マルコ・セルペッリーニ | イタリア       | ランプレ・ダイキン                 | +1分34秒      |
| 5    | ヨー・プランカールト   | ベルギー       | コフィディス                       | 同            |
| 6    | クリス・ペールス       | ベルギー       | コフィディス                       | +1分35秒      |
| 7    | ムデリック・クレン     | フランス       | コフィディス                       | 同            |
| 8    | クロード・ラムール     | フランス       | コフィディス                       | +1分39秒      |
| 9    | ペーター・ファラゼイン | ベルギー       | コフィディス                       | 同            |
| 10   | マッシモ・コドル       | イタリア       | ランプレ・ダイキン                 | +3分37秒      |